# إليزابيث بيل
إليزابيث بيل (بالإنجليزية: Elizabeth Bell)‏ هي ملحنة أمريكية، ولدت في 1 ديسمبر 1928 في سينسيناتي في الولايات المتحدة، وتوفيت في 19 ديسمبر 2016.